# 백령담
《백령담》(百灵潭)은 2021년 방송되었던 중국의 드라마이다.

## 등장 인물
- 곽준진 - 춘요 역
- 강녕 (康宁) - 한생 역
- 위천호 (魏天浩) - 사묘 역
- 하미선 (何美璇) - 백선 역
- 구천서 (区天瑞) - 불범 역
- 이명준 (李明峻) - 공칠 역
- 종원원 (宗元圆) - 식소산 역
- 오만사 (吴曼思) - 심자 역
- 천정양 (陈政阳) - 사장야 역
- 조자기 (赵子麒) - 사동 역
- 동춘휘 (董春辉) - 식무은 역